# Jiří Honzírek
Jiří Honzírek (* 2. dubna 1979 Brno) je český divadelní režisér a scenárista, zakladatel a ředitel Divadla Feste, jehož inscenace překračují klasické žánry a mají blízko k dokumentárnímu divadlu.Jako režisér zaměřuje své inscenace nebo inscenační projekty na tabuizovaná společenská a politická témata, dává prostor improvizaci, často používá videoprojekce a taneční stylizaci. Tématem jeho inscenací jsou také historické události a osobnosti. Věnuje se i klasickému činohernímu divadlu. Založil a působí v "co2kolektiv", což je divadelní platforma pro klimatickou změnu.

## Život a dílo
Po maturitě na Moravském gymnáziu v Brně vystudoval v roce 2006 divadelní dramaturgii na Divadelní fakultě Janáčkovy akademie múzických umění (JAMU) v Brně. V letech 2002 a 2003 absolvoval studijní stáž na Hoogeschool voor de Kunsten v Amsterdamu, v roce 2004 na Folkwang Hochschule v Essenu, kde inscenoval Goethova Fausta a hru Pověření od Heinera Müllera. V letech 2009 a 2010 přednášel na Fakultě sociálních studií Masarykovy univerzity kurz Umění, politika, média. V roce 2013 obdržel studijní stipendium u berlínské divadelní skupiny Rimini Protokoll. V současné době studuje doktorandský program na katedře Teorie a dějin divadla Filozofické fakulty Masarykovy univerzity v Brně.
Pracoval v NaZemi, ve společnosti pro Fairtrade International, spolupracuje s organizací Nesehnutí, Amnesty International. a Transparency International, angažuje se v některých komunitních projektech, např. v komunitní zahradě Soutok, o. s., píše články.
Na základě absolventské inscenace Jitro kouzelníků dramatika Romana Sikory (JAMU) dostal nabídku ze Slováckého divadla v Uherském Hradišti k nastudování české premiéry textů Jaroslava Rudiše a Petra Pýchy Léto v Laponsku, režíroval tam také inscenace Bambiland ElfriedeJelinek, Medeia Euripida. Pohostinsky nastudoval například inscenace v MeetFactory v Praze Parazit Friedricha Schillera, v Činoherním studiu v Ústí nad Labem Malá čarodějnice Otfrieda Preußlera a Tomáše Pěkného, v Městském divadle v Most Hra o lásce a smrti Romaina Rollanda, Kolotoč Floriana Zellera v Západočeském divadle v Chebu, ve Švandově divadle na Smíchově JEBU.H? Kataríny Koišové a Jiřího Honzírka, v brněnském HaDivadle Idioti Larse von Triera, Be Happy Jana Havlici, v Národním divadle Brno Pohádka o malém Mozartovi a velkém drakovi Tomáše P. Kačera a Jakuba Macka, v Divadle Polárka v Brně Golem Gustava Meyerinka, v Divadle Petra Bezruče Klub outsiderů Felice Zeller, v Národním divadle Snídaně s Leviathanem Romana Sikory.
V roce 2006 založil s kolegy z fakulty Divadlo Feste, nezávislé profesionální divadlo sídlící v Brně, jehož dopad tvorby je však celorepublikový s přesahem do zahraničí. Propojuje svět umění se světem humanitních věd, pracuje s výzkumy daných témat s Filozofickou fakultou Masarykovy univerzity a s Fakultou sociálních studií Masarykovy univerzity.v Brně.
V roce 2007 vznikl cyklus Identita, týkal se celkové dramaturgie divadla, ve které byly propojovány události formující českou společnost se současnými událostmi. V projektu se Jiří Honzírek věnuje problematice sebeuvědomění člověka v kontextu s jeho národností či etnické příslušnosti (Identita 1: Náš islám; Identita 2: Popis obrazu/Bildbeschreibung; Identita 6: Be Free; Identitia 9: Pásla koně na balkóně), analyzuje otázku občanské angažovanosti (Identita 4: Havel píše Husákovi; Identita 7: Haz.Art), všímá si historických událostí a osobností (Identita 3: Osmdesátdevět – Trenažér jedné revoluce; Identita 5: Marie Restituta (Nemocnice na kraji Říše); Identita 8: Dr. Emil Hácha aneb Já na Háchu, Hácha na mě; Identita 10: Mimořádné události (neautorský počin, trilogii jednoaktových her od současného britského dramatika Martina Crimpa); Identita 11: Pohřbívání; Identita 12: Národní třída), nastoluje téma domácího násilí (Identita 13: Dealeři fyzické lásky).
Zásadní byl pro dramaturgii Divadla Feste rok 2011, ve kterém se začalo s festivalem SPECIFIC, jedním z nejúspěšnějších projektů, zaměřujícím se na scénické čtení divadelních textů, které se na české scéně ještě neobjevily. Jiří Honzírek spoluvytváří také tzv. sites-specific projekty, například Okružní jízda (divadelní turistika v prostoru Hlavního nádraží v Brně), Here is here .
K jeho posledním inscenacím patří například Display of the Shame, Hals zu kurz, Anatomie nenávisti, Malá vodnická pohádka, Diagnóza: Masaryk, Opravdu živé interview s opravdovým Petrem Kellnerem, Eichmann v Jeruzalémě , Hilsner a ti druzí, Pokoušení a další.